# NHL 11
NHL 11 est un jeu vidéo de hockey sur glace qui est sorti le 15 septembre 2010 sur PlayStation 3 et sur Xbox 360. Il est la création du studio de Vancouver d'Electronic Arts. Jonathan Toews des Blackhawks de Chicago figure sur la couverture du jeu.

## Bande-son
| Titre de la chanson              | Artiste                     |
| -------------------------------- | --------------------------- |
| Here I Stand                     | In Whispers                 |
| Bottom of the Well               | Airbourne                   |
| Your Betrayal                    | Bullet for My Valentine     |
| Dialectic Chaos                  | Megadeth                    |
| Walk                             | Pantera                     |
| Full of Regret                   | Danko Jones                 |
| Twilight Zone                    | 2 Unlimited                 |
| Strike It Up                     | Black Box                   |
| Mama Taught Me Better            | Black Rebel Motorcycle Club |
| ¡Olé!                            | The Bouncing Souls          |
| Sandstorm                        | Darude                      |
| I'm Shipping Up to Boston (live) | Dropkick Murphys            |
| The Final Countdown              | Europe                      |
| Unstoppable                      | Foxy Shazam                 |
| Blitzkrieg Bop                   | Ramones                     |
| Howlin' for You                  | The Black Keys              |

## Accueil
- Jeuxvideo.com : 16/20[1]